# Платіжні зобов'язання РРФСР та СРСР

Скульптура робітника Шадра, яка використовувалася для оформлення радянських платіжних зобов'язаннь 1920-х років.

Платіжні зобов'язання (рос. «Платёжные обязательства») — один із видів паперових грошей радянського карбованця великих номіналів, що випускалися в РРФСР та СРСР у 1920-х роках.

## Платіжні зобов'язання РРФСР

### Зобов'язання зразка 1921 і 1922 років
На підставі декрету РНК РРФСР від 15 вересня 1921 року було випущено термінові безвідсоткові зобов'язання банкнотами номіналом у 1, 5 і 10 мільйонів карбованців, під назвою «Зобов'язання Російської Соціалістичної Федеративної Радянської Республіки». Зобов'язання випускалися через потребу торгово-промислового обороту в грошових знаках більших номіналів, вони випускалися в обіг протягом 1921—1922 років нарівні з грошовими і розрахунковими знаками. Зобов'язання мали вільне ходіння до 1 січня 1923 року, а після цього терміну ще протягом 6 місяців могли бути обміняні в касових установах РРФСР на грошові та розрахункові знаки.
Зобов'язання друкувалися односторонніми на папері з водяними знаками спеціальної обробки «під тканину». Зобов'язання в 1 мільйон карбованців друкувалося на папері палевого кольору, зобов'язання в 5 мільйонів карбованців — на блакитному папері, а зобов'язання в 10 мільйонів карбованців — на світло-зеленому папері. Зобов'язання всіх номіналів друкувалися типографським способом одним кольором. Містили факсимільний підпис Наркома фінансів М. М. Крестинского, завідувача відділу грошових і розрахункових знаків Тугаріна і головного бухгалтера Ф. Земіта.
На підставі декрету РНК РРФСР від 19 квітня 1922 року були випущені термінові безвідсоткові зобов'язання номіналами в 5000 і 10 000 карбованців у валюті грошових знаків зразка 1922 року. Також готувалися до випуску зобов'язання номіналом у 25 000 карбованців, але з невідомих причин ця ідея не була втілена. Згідно з декретом зобов'язання мали ходіння нарівні з грошовими та розрахунковими знаками і випущеними раніше терміновими безвідсотковими зобов'язаннями РРФСР. Вони прирівнювалися за своєю вартістю відповідно до 50 і 100 мільйонів грошовими знаками випуску до 1922 року та підлягали обміну на грошові знаки «поза будь-якою чергою».
Згідно з декретом обіг зобов'язань передбачався протягом 1922—1923 років, до 1 січня 1924 року. Випуск зобов'язань був припинений з 1 жовтня 1922 року. До 1 листопада 1923 року вони обмінювалися в касах Наркомфіну і Державного банку на грошові знаки зразка 1923 року.
За зовнішнім оформленням зобов'язання зразка 1922 року були схожі на зобов'язання зразка 1921 року, друкувалися односторонніми на папері спеціальної обробки «під тканину» з водяними знаками (аналогічними до зобов'язань зразка 1921 року). Зобов'язання в 5000 карбованців друкувалося на білому папері, а зобов'язання в 10 000 карбованців — на блакитному папері. Не випущені в обіг зобов'язання в 25 000 карбованців були надруковані на папері кремового кольору. Зобов'язання 1921 і 1922 років мали нумерацію у вигляді дволітерної серії й шестизначного номера.

#### Банкноти
| Зобов'язання зразка 1921 і 1922 років | Зобов'язання зразка 1921 і 1922 років | Зобов'язання зразка 1921 і 1922 років | Зобов'язання зразка 1921 і 1922 років | Зобов'язання зразка 1921 і 1922 років | Зобов'язання зразка 1921 і 1922 років     | Зобов'язання зразка 1921 і 1922 років | Зобов'язання зразка 1921 і 1922 років | Зобов'язання зразка 1921 і 1922 років | Зобов'язання зразка 1921 і 1922 років | Зобов'язання зразка 1921 і 1922 років |
| Зображення                            | Зображення                            | Номінал (карбованців)                 | Розмір (мм)                           | Основні кольори                       | Опис                                      | Опис                                  | Опис                                  | Дата введення                         | Роки випуску                          | Дата вилучення                        |
| Лицьова сторона                       | Зворотна сторона                      | Номінал (карбованців)                 | Розмір (мм)                           | Основні кольори                       | Лицьова сторона                           | Зворотна сторона                      | Водяний знак                          | Дата введення                         | Роки випуску                          | Дата вилучення                        |
| ------------------------------------- | ------------------------------------- | ------------------------------------- | ------------------------------------- | ------------------------------------- | ----------------------------------------- | ------------------------------------- | ------------------------------------- | ------------------------------------- | ------------------------------------- | ------------------------------------- |
|                                       |                                       | 1000000                               | 270×125                               | Палевий                               | Номінал, пояснювальні написи, рік випуску | Відсутній                             | Герб РРФСР, хвилі                     | 15 вересня 1921                       | 1921                                  | 1 січня 1923                          |
|                                       |                                       | 5000000                               | 270×125                               | Блакитний                             | Номінал, пояснювальні написи, рік випуску | Відсутній                             | Герб РРФСР, хвилі                     | 15 вересня 1921                       | 1921                                  | 1 січня 1923                          |
|                                       |                                       | 10000000                              | 270×125                               | Світло- зелений                       | Номінал, пояснювальні написи, рік випуску | Відсутній                             | Герб РРФСР, хвилі                     | 15 вересня 1921                       | 1921                                  | 1 січня 1923                          |
|                                       |                                       | 5 000                                 | 270×125                               | Білий                                 | Номінал, пояснювальні написи, рік випуску | Відсутній                             | Герб РРФСР, хвилі                     | 19 квітня 1922                        | 1922                                  | 1 січня 1924                          |
|                                       |                                       | 10 000                                | 270×125                               | Блакитний                             | Номінал, пояснювальні написи, рік випуску | Відсутній                             | Герб РРФСР, хвилі                     | 19 квітня 1922                        | 1922                                  | 1 січня 1924                          |

### Платіжні зобов'язання зразка 1923 року
Великий обсяг економічних розрахунків між державою і промисловістю був заповнений некерованою масою радзнаків, які постійно знецінювалися. Це не сприяло ні обліку і плануванню, ні розважливому господарюванню, ні контролю за економічною та фінансовою діяльністю. Для вирішення цієї проблеми в 1922 році був задуманий випуск банкнот великих номіналів як заход задля оздоровлення касового грошового обороту секторів народного господарства через Центральну касу Наркомфіну в обіг були випущені платіжні зобов'язання центральної каси Наркомфіну на загальну суму до 20 мільйонів карбованців золотом номіналом в 100, 250, 500, 1 000, 2 500 і 5 000 карбованців золотом. До наших днів зобов'язання номіналом у 2 500 і 5 000 не збереглися, їх немає ні в музеях, ні в колекціях. Також друкували платіжні зобов'язання номіналом у 100, 250 і 500 карбованців.
Зобов'язання випускали на тримісячний термін, починаючи з 1 березня 1923 року. Вони оплачувалися Центральною касою Наркомфіну по закінченню терміну зобов'язань в день пред'явлення грошовими знаками зразка 1923 року за курсом золотого карбованця. У разі пред'явлення зобов'язань до погашення пізніше тримісячного терміну його оплата здійснювалася з додаванням до номінальної вартості відсотків у розмірі 6 % річних. Зобов'язання приймалися Наркомфіном до оплати протягом року з моменту настання терміну їх оплати. Вони призначалися для розрахунку між організаціями, в обігу серед населення не перебували.
За оформленням зобов'язання були односторонніми, містили зображення «Робітника» за скульптурою І. Шадра, друкувалися чорною фарбою на білому папері (або кремовому на купюрах в 100 карбованців) з водяними знаками і нерівними краями. Це свідчило, що кожен лист виготовлявся окремо, подібно англійським фунтам, з якими за оформленням зобов'язання були схожими..
Нумерація купюр друкувалася червоною фарбою й складалася з двох літер і шести цифр порядкового номера. Літери були першими буквами назв місяців дати випуску та терміну сплати, а на короткострокових 12-місячних зобов'язаннях — дати випуску та останнього місяця перед терміном сплати. Також купюри містили підписи Наркома фінансів, начальника Бюджетного управління, начальника Валютного управління і керівника центрокасою.
На 30 листопада 1923 року в обігу було зобов'язань на суму 40 мільйонів карбованців, що становило 12 % загальної грошової маси.

#### Банкноти
| Платіжні зобов'язання зразка 1923 року | Платіжні зобов'язання зразка 1923 року | Платіжні зобов'язання зразка 1923 року | Платіжні зобов'язання зразка 1923 року | Платіжні зобов'язання зразка 1923 року | Платіжні зобов'язання зразка 1923 року                                      | Платіжні зобов'язання зразка 1923 року | Платіжні зобов'язання зразка 1923 року | Платіжні зобов'язання зразка 1923 року | Платіжні зобов'язання зразка 1923 року | Платіжні зобов'язання зразка 1923 року |
| Зображення                             | Зображення                             | Номінал (карбованців)                  | Розмір (мм)                            | Основні кольори                        | Опис                                                                        | Опис                                   | Опис                                   | Дата введення                          | Роки випуску                           | Дата вилучення                         |
| Лицьова сторона                        | Зворотна сторона                       | Номінал (карбованців)                  | Розмір (мм)                            | Основні кольори                        | Лицьова сторона                                                             | Зворотна сторона                       | Водяний знак                           | Дата введення                          | Роки випуску                           | Дата вилучення                         |
| -------------------------------------- | -------------------------------------- | -------------------------------------- | -------------------------------------- | -------------------------------------- | --------------------------------------------------------------------------- | -------------------------------------- | -------------------------------------- | -------------------------------------- | -------------------------------------- | -------------------------------------- |
|                                        |                                        | 100                                    | 147×244                                | Білий з чорними написами               | Зображення робітника, герб РРФСР, номінал, рік випуску, пояснювальні написи | Відсутній                              | Орнамент, номінал                      | 1 березня 1923                         | 1923 1924                              | 1924                                   |
|                                        |                                        | 250                                    | 147×244                                | Білий з чорними написами               | Зображення робітника, герб РРФСР, номінал, рік випуску, пояснювальні написи | Відсутній                              | Орнамент, номінал                      | 1 березня 1923                         | 1923 1924                              | 1924                                   |
|                                        |                                        | 500                                    | 147×244                                | Білий з чорними написами               | Зображення робітника, герб РРФСР, номінал, рік випуску, пояснювальні написи | Відсутній                              | Орнамент, державний герб               | 1 березня 1923                         | 1923 1924                              | 1924                                   |
|                                        |                                        | 1 000                                  | 147×244                                | Білий з чорними написами               | Зображення робітника, герб РРФСР, номінал, рік випуску, пояснювальні написи | Відсутній                              | Державний герб                         | 1 березня 1923                         | 1923 1924                              | 1924                                   |
|                                        |                                        | 2 500                                  | 147×244                                | Білий з чорними написами               | Зображення робітника, герб РРФСР, номінал, рік випуску, пояснювальні написи | Відсутній                              | Невідомо                               | 1 березня 1923                         | 1923 1924                              | 1924                                   |
|                                        |                                        | 5 000                                  | 147×244                                | Білий з чорними написами               | Зображення робітника, герб РРФСР, номінал, рік випуску, пояснювальні написи | Відсутній                              | Невідомо                               | 1 березня 1923                         | 1923 1924                              | 1924                                   |

## Платіжні зобов'язання СРСР

### Платіжні зобов'язання зразка 1924 року
Відповідно до декрету РНК СРСР від 15 березня 1924 року з 1 квітня було вирішено випускати платіжні зобов'язання номіналами в 100, 250, 500 і 1000 карбованців золотом на суму, яка визначається Радою праці та оборони в затверджених нею місячних бюджетних планах. Нові зобов'язання випускалися на тримісячний термін, після чого Наркомфін проводив їх оплату готівкою, яка з 1 березня була вже в твердому золотому обчисленні. За зобов'язаннями нараховувалися відсотки в розмірі 6 % річних з дня випуску по день їх оплати. Було встановлено, що до оплати зобов'язання приймаються протягом одного року з моменту настання терміну їх оплати.
Платіжні зобов'язання Центрокаси Наркомфіну відносяться до числа рідкісних і найменш відомих бон. У літературі відомості про них дуже мізерні. Перші зобов'язання з'явилися в радянській грошовій системі ще до засунування СРСР. РРФСР випускала їх у 1921 і 1922 роках. У 1923 році, вже після створення СРСР, знову вийшли зобов'язання з гербом РРСФР, так як на момент випуску ще не був затверджений герб СРСР.
Відповідно до декрету РНК СРСР від 15 березня 1924 року з 1 квітня було вирішено випускати платіжні зобов'язання номіналами в 100, 250, 500 і 1000 карбованців золотом на суму, яка визначається Радою праці та оборони в затверджених нею місячних бюджетних планах. Нові зобов'язання випускалися на тримісячний термін, після чого Наркомфін проводив їх оплату готівкою, яка з 1 березня була вже в твердому золотому обчисленні. За зобов'язаннями нараховувалися відсотки в розмірі 6 % річних з дня випуску по день їх оплати. Було встановлено, що до оплати зобов'язання приймаються протягом одного року з моменту настання терміну їх оплати. Зобов'язання випускалися через потребу торгово-промислового обороту в грошових знаках більших номіналів.
За оформленням платіжні зобов'язання 1924 року були подібні до зобов'язань 1923 року. На них з'явився герб СРСР, а в написи були внесені певні зміни. Зобов'язання 1924 року друкувалися на тому ж папері з водяним знаком з гербом РРФСР, що і зразки 1923 року.
Регулярно публікувалися фондові котирування Московської товарної біржі, де наводились поряд з курсом іноземної валюти, золотого карбованця і червінця курс платіжних зобов'язань Центрокаси на 100 карбованців за термінами оплати. На жовтень 1924 року емісія зобов'язань становила 11 мільйонів золотих карбованців, що свідчить про їхню велику роль і важливість в грошовому обігу.
Платіжні зобов'язання на термін до трьох місяців випускалися до 1 вересня 1925 року. Паралельно, починаючи з 1 листопада 1924 року до 1 червня 1929 року, згідно з постановою РНК СРСР від 16 вересня 1924 року випускалися платіжні зобов'язання на термін до 6 місяців на тих же умовах і тих же номіналів.
На перших випусках цих зобов'язань було зазначено, що вони можуть бути пред'явлені протягом одного року після настання терміну оплати, на наступних — протягом трьох років. Зобов'язання стали вигідними відсотковими паперами.

#### Банкноти
| Платіжні зобов'язання зразка 1924 року | Платіжні зобов'язання зразка 1924 року | Платіжні зобов'язання зразка 1924 року | Платіжні зобов'язання зразка 1924 року | Платіжні зобов'язання зразка 1924 року | Платіжні зобов'язання зразка 1924 року                                     | Платіжні зобов'язання зразка 1924 року | Платіжні зобов'язання зразка 1924 року | Платіжні зобов'язання зразка 1924 року | Платіжні зобов'язання зразка 1924 року | Платіжні зобов'язання зразка 1924 року |
| Зображення                             | Зображення                             | Номінал (карбованців)                  | Розмір (мм)                            | Основні кольори                        | Опис                                                                       | Опис                                   | Опис                                   | Дата введення                          | Роки випуску                           | Дата вилучення                         |
| Лицьова сторона                        | Зворотна сторона                       | Номінал (карбованців)                  | Розмір (мм)                            | Основні кольори                        | Лицьова сторона                                                            | Зворотна сторона                       | Водяний знак                           | Дата введення                          | Роки випуску                           | Дата вилучення                         |
| -------------------------------------- | -------------------------------------- | -------------------------------------- | -------------------------------------- | -------------------------------------- | -------------------------------------------------------------------------- | -------------------------------------- | -------------------------------------- | -------------------------------------- | -------------------------------------- | -------------------------------------- |
|                                        |                                        | 100                                    | 147×244                                | Білий з чорними написами               | Зображення робітника, герб СРСР, номінал, рік випуску, пояснювальні написи | Відсутній                              | Орнамент, номінал                      | 1 квітня 1924                          | 1924—1929                              | 1939                                   |
|                                        |                                        | 250                                    | 147×244                                | Білий з чорними написами               | Зображення робітника, герб СРСР, номінал, рік випуску, пояснювальні написи | Відсутній                              | Орнамент, номінал                      | 1 квітня 1924                          | 1924—1929                              | 1939                                   |
|                                        |                                        | 500                                    | 147×244                                | Білий з чорними написами               | Зображення робітника, герб СРСР, номінал, рік випуску, пояснювальні написи | Відсутній                              | Орнамент, державний герб               | 1 квітня 1924                          | 1924—1929                              | 1939                                   |
|                                        |                                        | 1 000                                  | 147×244                                | Білий з чорними написами               | Зображення робітника, герб СРСР, номінал, рік випуску, пояснювальні написи | Відсутній                              | Державний герб                         | 1 квітня 1924                          | 1924—1929                              | 1939                                   |

### Короткострокові платіжні зобов'язання зразка 1928 року
За постановою РНК СРСР від 24 травня 1927 року почався паралельний випуск зобов'язань терміном на 12 місяців номіналом в 100, 250, 500 і 1000 карбованців. Ці зобов'язання мали оформлення аналогічне попереднім випускам, але зовні дещо відрізнялися від них. Вони називалися короткостроковими платіжними зобов'язаннями Народного Комісаріату Фінансів СРСР і мали купон номінальною вартістю в 3 % номіналу зобов'язання для виплати відсотків за перші минулі 6 місяців після випуску. Решта відсотків нараховувалися при викупі зобов'язання. Номінал вказувався в лише в карбованцях без уточнення «золотом». Формат був зменшений до 130 на 210 міліметрів. 1 березня 1929 року було випущено 100 карбованців з купоном на 3 карбованці. 1 липня 1928 року та 1 червня 1929 року випущено 250 карбованців з купоном на 7,5 карбованців. 1 червня 1928 року та 1 червня 1929 року випущено 500 карбованців з купоном на 15 карбованців. 1 червня 1928 року та 1 липня 1929 року випущено 1000 карбованців з купоном на 30 карбованців.
Незадовго до закінчення 3-річного терміну дійсності останніх випусків 3-місячних платіжних зобов'язань зразка 1924 року — вийшла постанова РНК СРСР (11 грудня 1928 року), яка продовжила термін обігу для всіх видів зобов'язань до 10 років (до 1936—1939 років). У текстах на зобов'язаннях про продовження їхнього терміну не було вказано. На 1 січня 1932 року в обігу залишалося зобов'язань на суму 4,5 мільйонів карбованців.
Короткострокові зобов'язання терміном на 12 місяців випускалися щомісяця (з перервою в жовтні-грудні 1928 року) до червня 1929 року включно, коли одночасно припинився випуск і 6-місячних зобов'язань.

#### Банкноти
| Короткострокові платіжні зобов'язання зразка 1928 року | Короткострокові платіжні зобов'язання зразка 1928 року | Короткострокові платіжні зобов'язання зразка 1928 року | Короткострокові платіжні зобов'язання зразка 1928 року | Короткострокові платіжні зобов'язання зразка 1928 року | Короткострокові платіжні зобов'язання зразка 1928 року                     | Короткострокові платіжні зобов'язання зразка 1928 року | Короткострокові платіжні зобов'язання зразка 1928 року | Короткострокові платіжні зобов'язання зразка 1928 року | Короткострокові платіжні зобов'язання зразка 1928 року | Короткострокові платіжні зобов'язання зразка 1928 року |
| Зображення                                             | Зображення                                             | Номінал (карбованців)                                  | Розмір (мм)                                            | Основні кольори                                        | Опис                                                                       | Опис                                                   | Опис                                                   | Дата введення                                          | Роки випуску                                           | Дата вилучення                                         |
| Лицьова сторона                                        | Зворотна сторона                                       | Номінал (карбованців)                                  | Розмір (мм)                                            | Основні кольори                                        | Лицьова сторона                                                            | Зворотна сторона                                       | Водяний знак                                           | Дата введення                                          | Роки випуску                                           | Дата вилучення                                         |
| ------------------------------------------------------ | ------------------------------------------------------ | ------------------------------------------------------ | ------------------------------------------------------ | ------------------------------------------------------ | -------------------------------------------------------------------------- | ------------------------------------------------------ | ------------------------------------------------------ | ------------------------------------------------------ | ------------------------------------------------------ | ------------------------------------------------------ |
|                                                        |                                                        | 100                                                    | 130×210                                                | Білий з чорними написами                               | Зображення робітника, герб СРСР, номінал, рік випуску, пояснювальні написи | Відсутній                                              | Орнамент, номінал                                      | 1 березня 1929                                         | 1928—1929                                              | 1939                                                   |
|                                                        |                                                        | 250                                                    | 130×210                                                | Білий з чорними написами                               | Зображення робітника, герб СРСР, номінал, рік випуску, пояснювальні написи | Відсутній                                              | Орнамент, номінал                                      | 1 липня 1928 1 червня 1929                             | 1928—1929                                              | 1939                                                   |
|                                                        |                                                        | 500                                                    | 130×210                                                | Білий з чорними написами                               | Зображення робітника, герб СРСР, номінал, рік випуску, пояснювальні написи | Відсутній                                              | Орнамент, державний герб                               | 1 червня 1928 1 червня 1929                            | 1928—1929                                              | 1939                                                   |
|                                                        |                                                        | 1 000                                                  | 130×210                                                | Білий з чорними написами                               | Зображення робітника, герб СРСР, номінал, рік випуску, пояснювальні написи | Відсутній                                              | Державний герб                                         | 1 червня 1928 1 липня 1929                             | 1928—1929                                              | 1939                                                   |